# Witowice Dolne
Witowice Dolne (staropol. Wittowice, Witowice Dolne z Cisowcem) – wieś w Polsce położona w województwie małopolskim, w powiecie nowosądeckim, w gminie Łososina Dolna, nad rzeką Łososiną.

Od północy wieś graniczy przez Dunajec z wsią Tropie.
W latach 1975–1998 miejscowość administracyjnie należała do województwa nowosądeckiego.

## Części wsi
| SIMC    | Nazwa       | Rodzaj    |
| ------- | ----------- | --------- |
| 0448545 | Cisowiec    | część wsi |
| 0448551 | Dział       | część wsi |
| 0448568 | Łazy        | część wsi |
| 0448574 | Nowa Wieś   | część wsi |
| 0448580 | Równice     | część wsi |
| 0448597 | Wola        | część wsi |
| 0448605 | Za Potokiem | część wsi |
| 0448611 | Zawodzie    | część wsi |

## Historia
W 1581 roku wieś należała do parafii Świradz w Tropiu. Szlachta osiadła pod koniec XVI w.; Kacper Wiernek, Olszowski, Mikołaj Witt, Adrian Wiktor, Otfinowski i Kempiński. Nazwa wsi ma wywodzić się od pierwszego osadźcy imieniem Witt.
Do 1783 roku istniały tylko jedne Witowice bez podziału na Dolne i Górne. Najstarsza pisemna wzmianka o Witowicach pochodzi z 1379 roku. Przed rokiem 1421 i po nim jedna część Witowic, oprócz wielu innych wsi, należała do dóbr panów Tropia/Tropsztyna. Około 1400 roku wyodrębniła się druga własność w Witowicach, należąca do rodu Gabańskich z Gabonia herbu Janina koło Gołkowic, od ok. 1563 do 1624 roku dobra klucza Tropie.

## Zabytki
Obiekty wpisane do rejestru zabytków nieruchomych województwa małopolskiego.
- Dwór w Witowicach Dolnych;
- park z aleją dojazdową.

### Inne zabytki
- Na terenie wsi znajdują się ruiny zamku wzniesionego w 1627 roku przez Jana Wiernka. Zamek ten przetrwał do 1822 roku kiedy to został w części rozebrany.

## Osoby związane z miejscowością
- Stefan Kluczyński (ur. 8 września 1881, zm. 1940 w Kijowie) – inżynier, major artylerii Wojska Polskiego, kawaler Orderu Virtuti Militari, ofiara zbrodni katyńskiej.